# Állandó azonosító
Az állandó azonosító (angolul: persistent identifier, PI vagy PID) egy dokumentumra, fájlra, weboldalra vagy más objektumra mutató, tartós hivatkozás.
Az „állandó azonosító” kifejezést általában az interneten keresztül elérhető digitális objektumok kontextusában használják. Az ilyen azonosítók általában nemcsak állandóak, hanem műveletek is végezhetők velük: webböngészőben használható, például el lehet vele jutni az azonosított forráshoz.
Természetesen az állandó azonosítás kérdése megelőzte az internetet. Az írók és tudósok évszázadok során szabványokat dolgoztak ki a papíralapú dokumentumok idézésére, hogy az olvasók megbízhatóan és hatékonyan megtalálhassák azt a forrást, amelyet az író lábjegyzetben vagy bibliográfiában említett. Miután az 1990-es években az Internet fontos információforrássá kezdett válni, az idézési szabványok kérdése az online világban is fontossá vált. Tanulmányok kimutatták, hogy az idézést követő néhány éven belül a webcímek jelentős százaléka „meghal”, ezt a folyamatot gyakran link rotnak (linkromlásnak) nevezik. Az állandó azonosító használata lelassíthatja vagy leállíthatja ezt a folyamatot.
Az állandó azonosítók fontos velejárója, hogy „a megmaradás pusztán törődés kérdése”. Ez azt jelenti, hogy az állandó azonosítók addig maradnak meg, amíg valaki kötelezettséget vállal arra, hogy feloldja őket a felhasználók számára. Egyetlen azonosító sem lehet eredendően állandó, bár sok állandó azonosítót hoznak létre az intézményileg felügyelt rendszereken belül az élettartam maximalizálása érdekében.
Egyes webcímek is lehetnek hosszú élettartamúak; ezeket gyakran állandó hivatkozásoknak (permalinknek) nevezik.

## Példák
Emberek és szervezetek:
- Nyílt kutatói és közreműködői azonosító (ORCID)
- Research Organization Registry (ROR)

Publikációk:
- Virtuális nemzetközi hatósági fájl (VIAF)
- Nemzetközi szabványos névazonosító (ISNI)
- Nemzetközi szabványos könyvszám (ISBN)

Egységes erőforrás-azonosítók:
- Archival Resource Key (ARK), 8,2 milliárd kiadott ARK-val
- Digital object identifier (DOI), 200 millió kiadott DOI-val
- Magnet link (decentralizált, BitTorrenttel)[4]
- Egységes erőforrásnevek (URN)
- Kiterjeszthető forrásazonosítók (XRI-k)
- Állandó egységes erőforrás-keresők (PURL-ek)
- Szoftverörökség-azonosítók (SWHID)[5]

Az állandó azonosító és archiválás kombinált funkcionalitását olyan szolgáltatások biztosítják, mint az Internet Archive perma.cc, archive.today és WebCite, így bárki archiválhat egy weboldalt, hogy megakadályozza az URL-ek linkromlását.